# Joseph Agricol Viala
Joseph Agricol Viala (22. září 1780, Avignon – 6. července 1793, Caumont-sur-Durance) byl francouzský národní gardista a osobnost Francouzské revoluce.

## Životopis
Viala žil v Avignonu, když v Paříži v roce 1793 po pádu girondistů vypuklo povstání. Podporováni Brity se royalisté spojili s federalisty a převzali kontrolu nad Toulonem a Marseille. Tváří v tvář této vzpouře byli vojáci První francouzské republiky nuceni ustoupit směrem k Avignonu a opustit Nîmes, Aix a Arles, kde zuřila provensálská povstání. Obyvatelé Lambescu a Tarasconu se připojili k rebelům z Marseille a zamířili k Durance, aby pochodovali směrem k Lyonu, který se také vzbouřil proti pařížské ústřední moci. Povstalci doufali, že dokáží porazit Národní konvent a tím ukončit revoluci.
Jako synovec Agricola Moureaua (1766–1842), avignonského jakobína, redaktora Courrier d'Avignon a správce nově vytvořeného departmentu Vaucluse, se Viala stal velitelem Espérance de la Patrie (Naděje vlasti), národní gardy mladých Avignonců.
Na začátku července 1793, když dorazila zpráva, že se blíží povstalci z Marseille, se shromáždili republikáni, hlavně ti z Avignonu, aby jim zabránili překročit Durance. Viala se připojil k avignonské národní gardě. Protože nepřátelé byli v přesile, bylo jediným řešením přeříznout lana přívozu Bonpas, která však byla pod palbou povstalců. Bylo třeba překonat otevřený břeh, který byl vystaven mušketám rebelů. Republikáni proto váhali a považovali operaci za příliš nebezpečnou.
Podle dochovaných zpráv vzal dvanáctiletý Viala sekeru a sám přesekal hlavní lano přívozu. Okamžitě na něj bylo vypáleno několik výstřelů z mušket. Viala byl zasažen a smrtelně zraněn.
Vialovo nasazení nemohlo zabránit přechodu povstalců, kteří tělo údajně zohavili a vhodili do řeky.

## Pocty

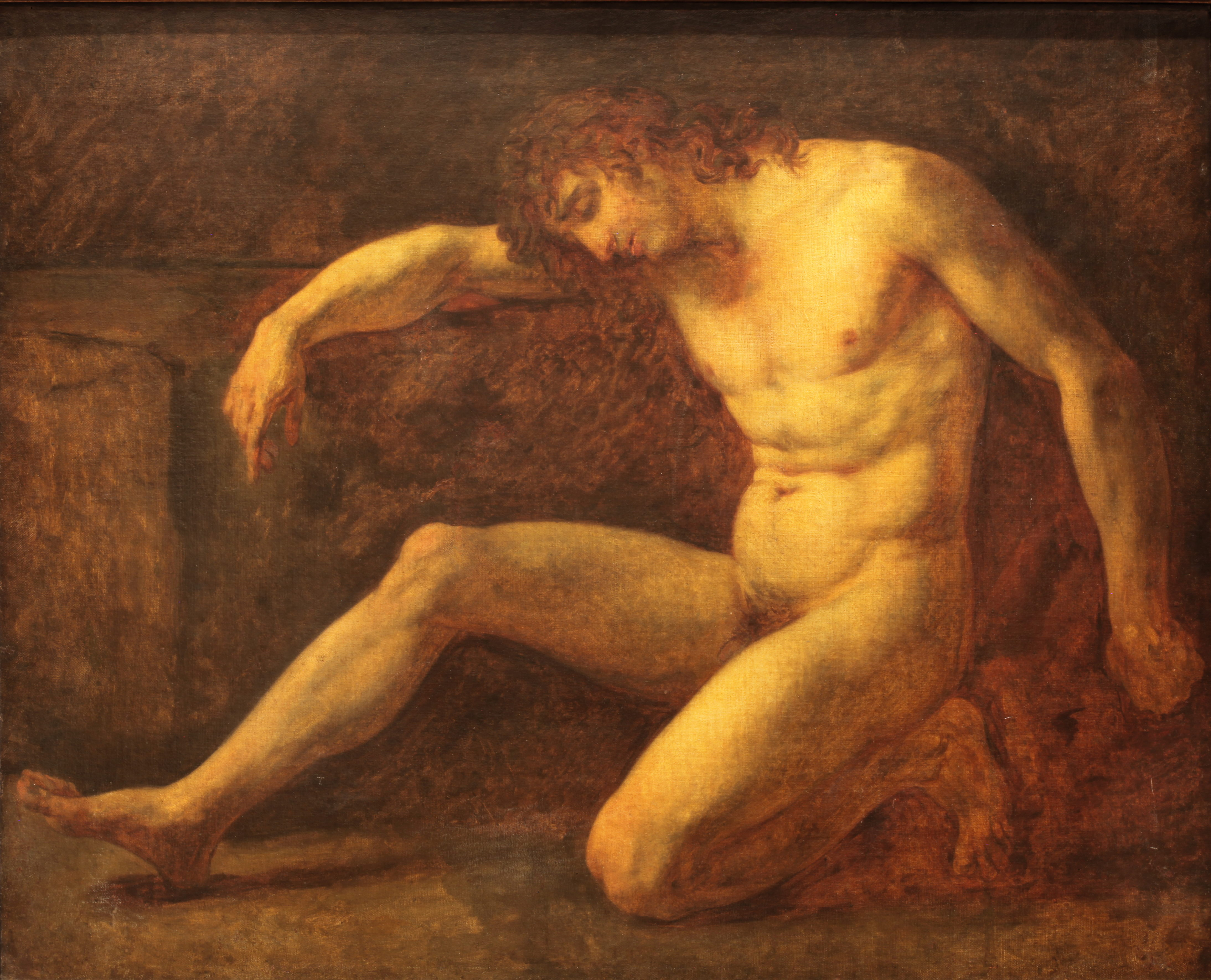
Pierre Paul Prud'hon: Smrt Vialy.

Viala se stal spolu s Josephem Barou jednou z nejznámějších mladých hrdinských postav Francouzské revoluce, byť s mírným zpožděním. Ve skutečnosti se o něm jakobínský tisk původně nezmiňoval. K jeho proslulosti přispěl především Robespierrův projev dne 7. července 1794 přednesený v Národním konventu. Následně Claude-François de Payan publikoval dílo Précis historique sur Agricol Viala, které pomohlo popularizovat Viala. V červenci se v Théâtre des Amis de la Patrie v Paříži konala světová premiéra vlastenecké opery Agricol Viala, ou Le jeune héros de la Durance, kterou složil Louis Emmanuel Jadin (1768–1853). Na žádost Bertranda Barère Konvent odhlasoval přenesení Vialových ostatků do Pantheonu, ale k tomu nikdy nedošlo. Ceremoniál se měl původně konat 18. července, byl ale přesunut na 28. července. Ovšem 27. července padl Robespierre.
Rytec Pierre-Michel Alix (1762–1817) vytvořil Vialovu bustu.
Ve staré národní písni Le Chant du Départ od Marie-Josepha Chéniera je Viala poctěn spolu s dalším „dětským mučedníkem“ revoluce, Josephem Barou, slokou zpívanou dětským hlasem.
Viala je jednou z 660 osobností, jejichž jména jsou vyryta pod Vítězným obloukem v Paříži.
V roce 1822 vytvořil sochař Antoine Allier bronzový pomník v životní velikosti zobrazující Josepha Agricola Vialu nahého a ležícího. Pravou stranou se opírá o sekeru, levou paží se drží tyče s prstenem a lanem. V červnu 1993 byl umístěn na Place Gustave-Charpentier na předměstí Boulogne-sur-Mer.
Ve Třetí francouzské republice přispěla historiografie a školní literatura obnovení povědomí o Vialovi a Barovi.
V 15. pařížském obvodu a ve 3. lyonském obvodu po něm byly pojmenovány ulice (Rue Viala).